# Miguel Iglesias
Pour les articles homonymes, voir Iglesias.
Miguel Iglesias (né le 11 juin 1830 dans la province de Celendín à Cajamarca et mort le 7 novembre 1909 à Lima) est un homme d'État péruvien. Il est chef suprême du 1er janvier 1883 jusqu'à sa chute le 3 décembre 1885.
De 1884 à 1885, il subit la guerre civile qui l'oppose au président légitime Andrés Avelino Cáceres qui le défait en 1885. 